# Панфилово (Вяземский район)
Панфилово — деревня в Вяземском районе Смоленской области России. Входит в состав Юшковского сельского поселения. Население — 32 жителя (2007).
Расположена в восточной части области в 14 км к югу от Вязьмы, в 9 км западнее автодороги Р132 Вязьма — Калуга — Тула — Рязань. В 6 км северо-восточнее деревни расположена железнодорожная станция Лосьмино на линии Вязьма — Калуга.

## История
В годы Великой Отечественной войны деревня была оккупирована гитлеровскими войсками в октябре 1941 года, освобождена в марте 1943 года.